# Merle (robe)
Pour les articles homonymes, voir Merle (homonymie).

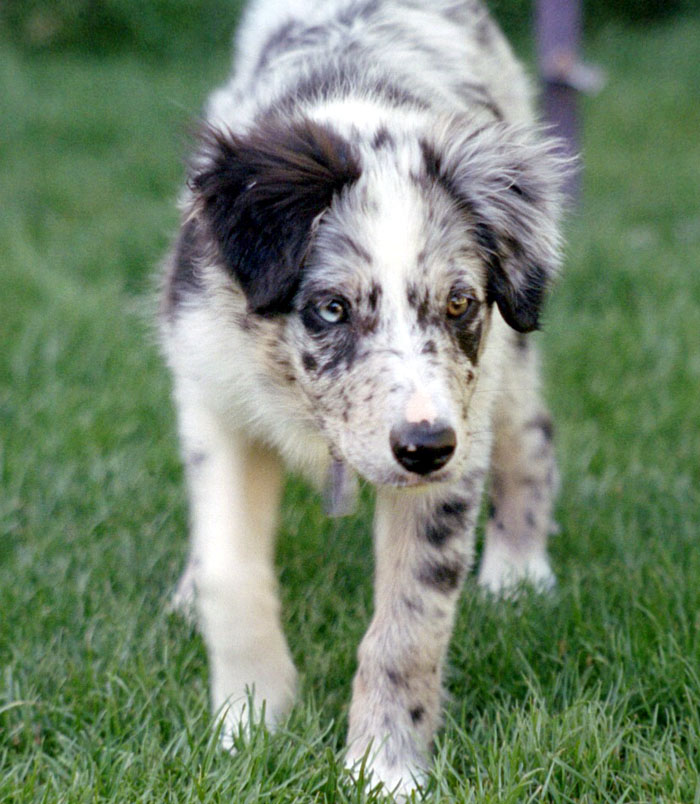
Border collie merle.

Merle est un type de coloration de pelage chez le chien. Il s'agit d'une robe sombre avec des taches claires peu distinctes qui peut être associée à d'autres motifs comme certaines dilutions (couleurs foie) ou une couleur bringée. Les yeux vairons sont fréquents. Elle est reconnue par la Société centrale canine pour certaines races comme le Colley bleu-merle ou le Berger des Shetland bleu-merle. Cette robe se rapproche de la robe Pie overo des chevaux.

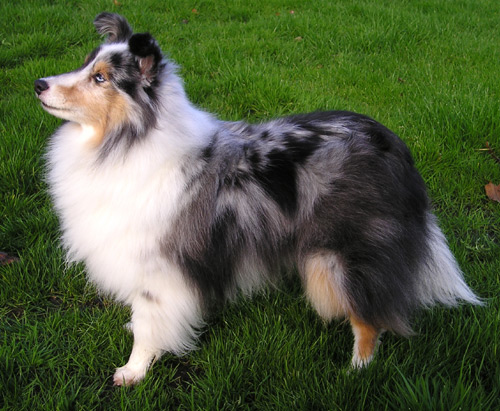
Un Berger des Shetland bleu merle.
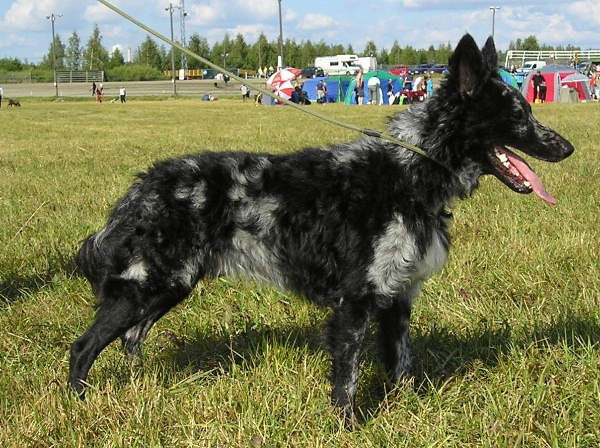
Un mudi merle noir.
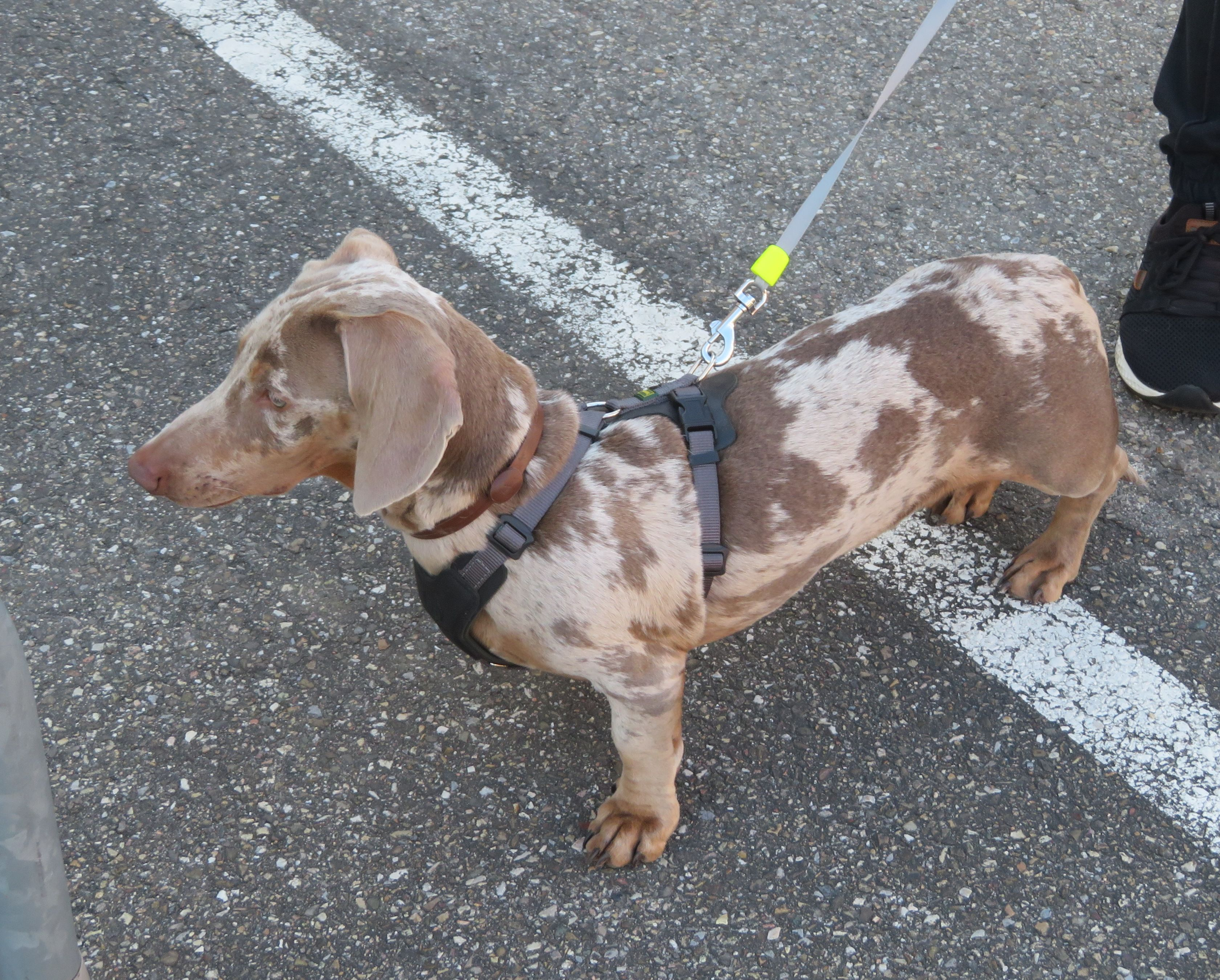
Un teckel merle roux.

## Handicaps en cas d'homozygotie

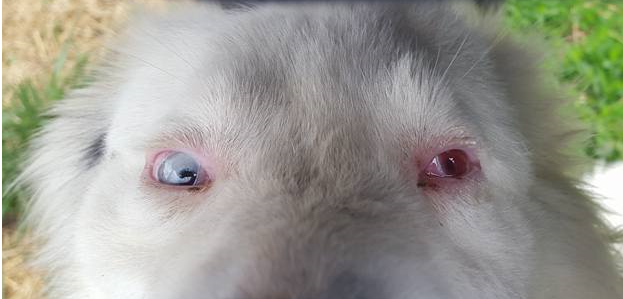
Berger australien homozygote merle.

Le caractère homozygote des chiens portant le gène merle provoque des handicaps graves, d'origine neurologique. Ces chiens sont parfois appelés « double merle », et parfois appelés à tort « blanc létal ». Les chiens porteurs de deux copies du gène merle ont un risque très élevé d'être sourds et de présenter des déficiences visuelles,,. 
En génétique d'élevage, il est donc fortement déconseillé de croiser deux chiens de robe merle entre eux. The Kennel Club britannique a reconnu le risque sanitaire associé au merle homozygote, et a cessé d'enregistrer les chiots issus d'accouplements merle x merle chez trois races en 2013. Les chiens sourds, aveugles et sourds et aveugles peuvent cependant avoir une bonne vie s'ils sont correctement soignés. 

### Problèmes oculaires

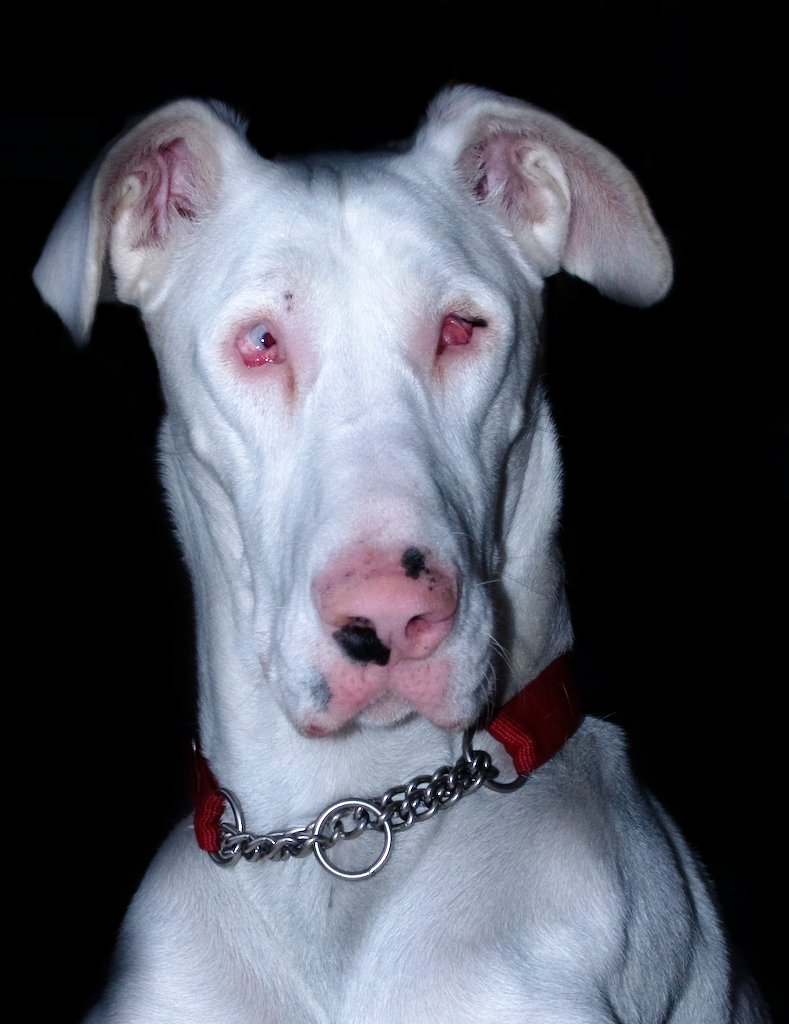
Dogue allemand homozygote merle, atteint de microphtalmie.

La suppression des cellules pigmentaires (mélanocytes) dans l'iris entraîne des yeux bleus et des problèmes oculaires.
Les problèmes oculaires comprennent, entre autres, la microphtalmie, les affections entraînant une augmentation de la pression oculaire et les colobomes. Les chiens double merle peuvent être sourds ou aveugles, ou les deux, et peuvent être porteurs de défauts oculaires aux yeux bleus ou colorés. Aucune étude n'a été réalisée pour prouver que le gène merle affecte ou non les yeux, entraînant la cécité.

### Problèmes auditifs

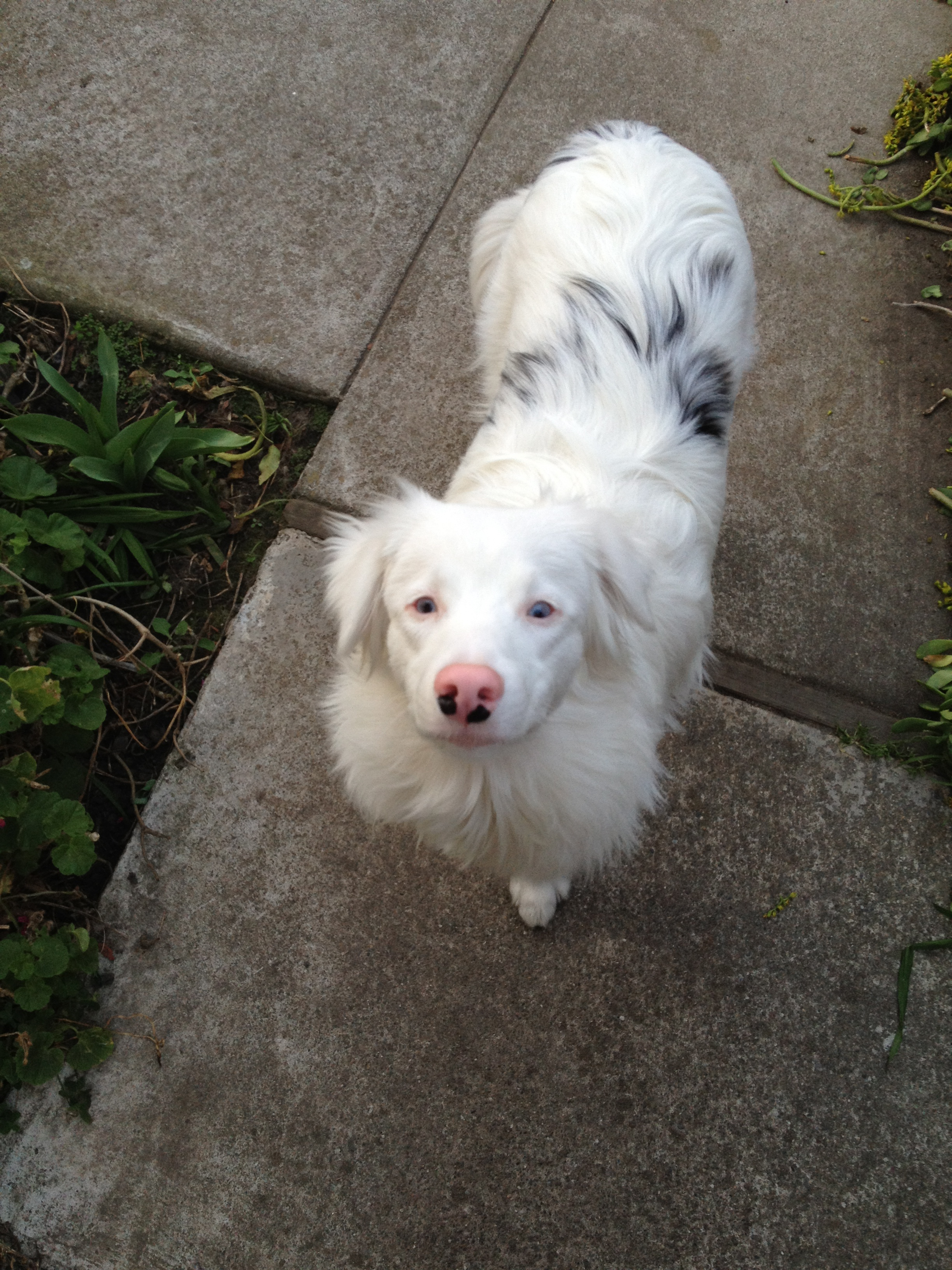
Berger australien sourd de huit mois, homozygote merle. Elle a aussi des yeux bleus, avec une pupille excentrée à l'œil gauche.

La suppression des cellules pigmentaires (mélanocytes) dans la stria vascularis de la cochlée (oreille interne) entraîne une surdité.
D'après une étude menée sur 153 chiens merle, la prévalence de la surdité est de 4,6 % pour la surdité unilatérale et de 4,6 % pour la surdité bilatérale. Pour les merles simples (Mm), 2,7 % étaient sourds unilatéralement et 0,9 % étaient sourds bilatéralement. Pour les merles doubles (MM), 10 % étaient sourds unilatéralement et 15 % étaient sourds bilatéralement.
Un trouble de la pigmentation auditive chez l'être humain, le Syndrome de Waardenburg, reflète certains des problèmes associés aux chiens merle hétérozygotes et homozygotes : des recherches génétiques chez le chien ont été entreprises dans le but de mieux comprendre la base génétique de cette affection humaine.